# PART
PART (англ. program assessment rating tool, система рейтинговой оценки программ) — система оценки государственных программ, применявшаяся в США в 2001—2009 годы, использовавшая значительный набор показателей-факторов и сложный рейтинговый механизм. Аналогичные системы применялись в то же время и в других странах, например, в России — бюджетирование, ориентированного на результат (БОР).
Разработана Административно-бюджетным управлением при президенте США в 2001 году взамен системы, установленной GRPA (англ. Government Performance and Results Act; 1993). В 2004 году система была полностью внедрена в процесс принятии решений по вопросам распределения денежных средств.
Использование системы прекращено с приходом к власти администрации Обамы.

## Структура
Устроена как серия тематических вопросов (30 вопросов разделены по четырём областям оценивания). Первый блок вопросов относится к структуре и цели программы — учитывается прозрачность целей и задач программы, степень конкретизация конечных результатов и так далее. Второй блок включает вопросы стратегического характера — обоснованность направленности программы, необходимость её проведения в перспективе, приоритетность именно этого направления относительно долгосрочного периода. Третий блок вопросов соответствует категории финансирования программы, то есть даются пояснения о необходимости обеспечения бюджетными и внебюджетными средствами, эффективности использования бюджетных средств в ходе программы. Четвёртый блок отвечает за критерий «конечный эффект программы» — оценивается степень проработанности показателей конечного эффекта, их взаимосвязанность с показателями конечного результата.
Ответы на вопросы ранжируются по шкале от 0 до 100 (где 100 — самый лучший ответ). Данные оценки впоследствии компонуются и формируются в общие баллы, которые являются основой для составления конечного рейтинга: «эффективные», «достаточно эффективные», «формально приемлемые», «неэффективные» программы. Программы, которые не имеют показателей выполнимости или ещё не имеют собранных сведений о результатах, попадают в категорию — «результат не показан».
Низкий рейтинг программы вовсе не означал автоматическое снижение в финансировании из бюджетных средств, то же самое с высоким рейтингом, который не гарантировал первоочередности в обеспечении бюджетными средствами. Например, программа коммуникационных инфраструктур Министерства обороны США не показала значительных практических результатов. Тем не менее в виду необходимости и приоритетности этого направления в масштабах государства было решено обеспечить программу соответствующим финансированием для дальнейшей её реализациию.

## Результаты
В 2004 году около 50 % всех федеральных программ, рассмотренных с использованием системы PART, получили статус безрезультатных и неэффективных (results not demonstrated): программы не имели никакого эффекта по отношению к конечной цели. Спустя год эта цифра снизилась до 30 %, это означало, что программы стали более целеориентированными и направленными на достижение конечного результата. Более того, процент программ, оцененных как эффективные или достаточно эффективные, возрос с 30 % в 2004 году до 40,3 % в 2005. Благодаря определённому успеху программы, большое число стран, включая Шотландию и Таиланд, также решили интегрировать систему PART в свои механизмы государственного управления.
Система PART имела как положительные стороны, так и недостатки и неточности, возникающих в ходе оценивания программ по ряду критериев. В связи с этим PART часто используется как дополнение к традиционным системам и механизмам управления программами.
Другим замечанием к PART, высказываемым со стороны Счётной палаты ещё в 2004 году, было то, что де-факто система параллельна продолжавшим действие правилам GRPA, так что многие федеральные агентства ощущали их конфликт, так что при общей направленности обоих систем на эффективность и прозрачность, был риск не достижения этих целей каждой из них.

## Принципы проведения рейтинговой оценки программ
В ходе планирования и исполнения федеральных программ возникает ряд проблем, снижающих результативность этих программ и уменьшающих сравнительную эффективность использования бюджетных средств. Во многом эти проблемы являются следствием недостаточно глубокой и ответственной проработки составных элементов целевых программ и отсутствия в них необходимого уровня прозрачности.
Оценочные баллы формируются исходя из нескольких принципов:
1. Прозрачности целей, задач и мероприятий программы
2. Обоснованности направленности и необходимости программы
3. Достижимости конечного эффекта программы
4. Высокой степени управляемости программы и её отдельных мероприятий
5. Высокой эффективности использования бюджетных средств и умения привлекать внебюджетное финансирование
6. Прозрачности программы для получателей образовательных услуг и потребителей обученных ресурсов

## Примеры эффективных и неэффективных программ
- Программа: Программы помощи бездомным и сбежавшим из дома подросткам (Runaway and Homeless Youth Programs).

Данная программа была оценена — по соответствующему рейтингу системы PART — как эффективная.
Программа внедрена Американским бюро по вопросам семьи и молодежи. Программа нацелена прежде всего на помощь трудным подросткам и их семьям. Например, для бездомных предусмотрено временное жилище, помощь профессиональных психологов, семейное консультирование по вопросам трудных подростков, программы рекреации и психологической релаксации).
Программа успешно исполнила нормативы по выполнимости (стандарты, регламентированные в программных документах и специальным нормативам PART), и её финансирование было продолжено.
- Программа по предотвращению и предупреждению злоупотребления алкоголем и наркотиками (Substance Abuse Prevention and Treatment Block Grant).

Программа находится в ведении Департамента здравоохранения и нацелена уменьшение и предотвращение употребления алкогольных и наркотических средств.
Программа относится к разряду неэффективных. Во-первых, к тому моменту не было завершено независимое оценивание программных результатов (начало оценивания 2004 — предполагаемый конец сентябрь 2009). Была признана неэффективной схема финансирования мероприятий внутри программы, которая не является оптимальной. Ежегодно публикуемые отчеты содержат информацию в основном о конкретных цифрах предотвращения злоупотребления и удовлетворении работой рабочей группы программы. Намечены мероприятия, направленные на улучшение программы.